# Alvimare
Alvimare est une commune française située dans le département de la Seine-Maritime, en région Normandie.

## Géographie

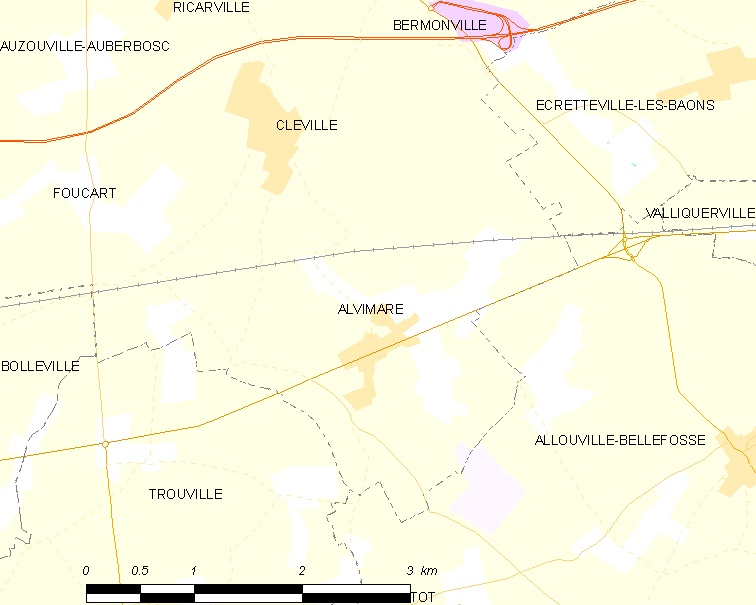
Carte de la commune.

Commune du pays de Caux située dans le canton de Saint-Valery-en-Caux.

### Communes limitrophes

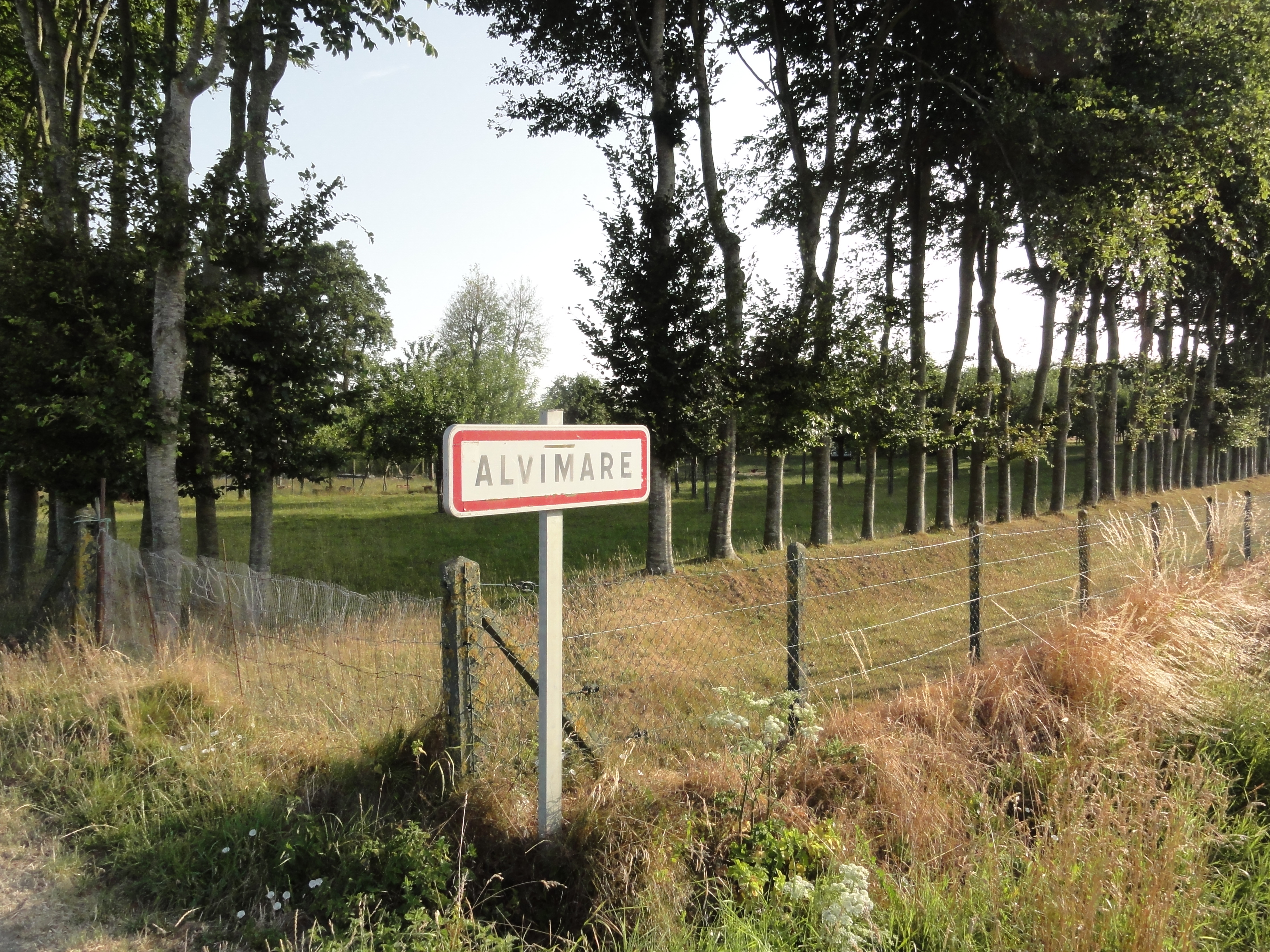
Entrée d'Alvimare.
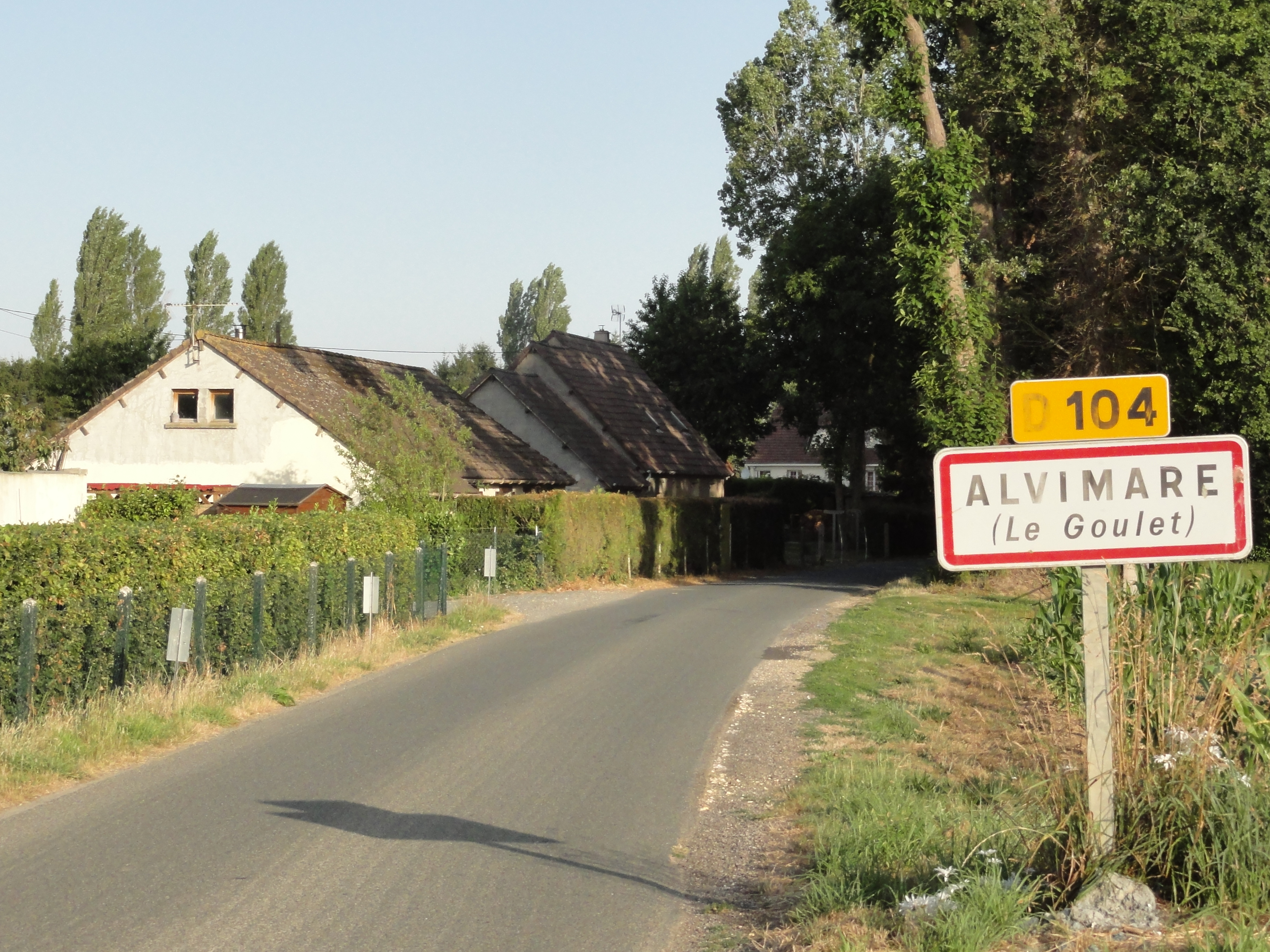
Entrée du hameau le Goulet.

### Hydrographie
La commune est située dans le bassin Seine-Normandie. Elle n'est drainée par aucun cours d'eau.

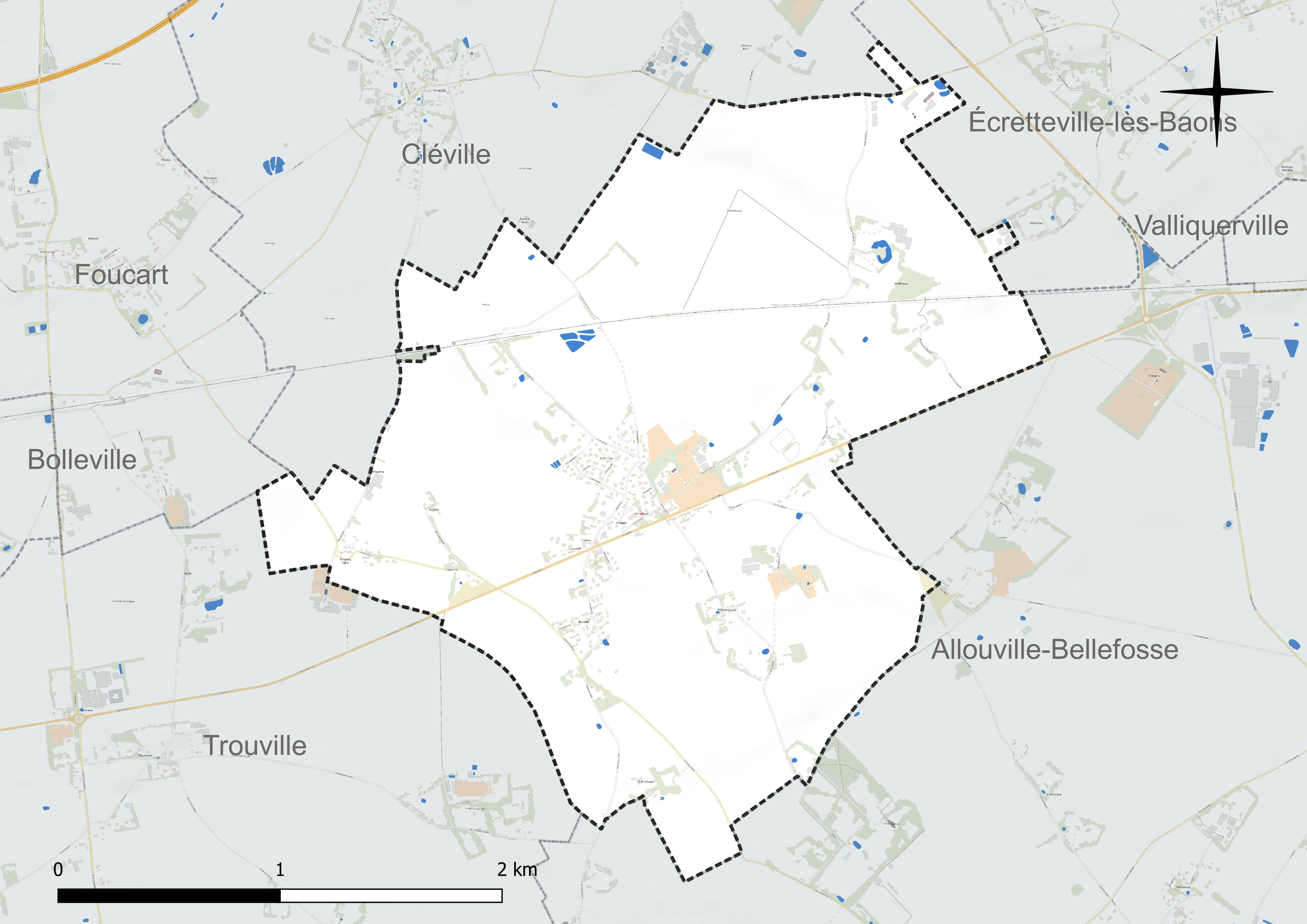
Réseau hydrographique d'Alvimare.

### Climat
Pour des articles plus généraux, voir Climat de la Normandie et Climat de la Seine-Maritime.
En 2010, le climat de la commune est de type climat océanique franc, selon une étude du CNRS s'appuyant sur une série de données couvrant la période 1971-2000. En 2020, Météo-France publie une typologie des climats de la France métropolitaine dans laquelle la commune est exposée à un climat océanique et est dans la région climatique Côtes de la Manche orientale, caractérisée par un faible ensoleillement (1 550 h/an) ; forte humidité de l’air (plus de 20 h/jour avec humidité relative > 80 % en hiver), vents forts fréquents. Parallèlement le GIEC normand, un groupe régional d’experts sur le climat, différencie quant à lui, dans une étude de 2020, trois grands types de climats pour la région Normandie, nuancés à une échelle plus fine par les facteurs géographiques locaux. La commune est, selon ce zonage, exposée à un « climat maritime », correspondant au Pays de Caux, frais, humide et pluvieux, légèrement plus frais que dans le Cotentin.
Pour la période 1971-2000, la température annuelle moyenne est de 10,3 °C, avec une amplitude thermique annuelle de 13,3 °C. Le cumul annuel moyen de précipitations est de 978 mm, avec 14,1 jours de précipitations en janvier et 9,2 jours en juillet. Pour la période 1991-2020, la température moyenne annuelle observée sur la station météorologique la plus proche, située sur la commune d'Ectot-lès-Baons à 13 km à vol d'oiseau, est de 10,8 °C et le cumul annuel moyen de précipitations est de 905,5 mm,. Pour l'avenir, les paramètres climatiques de la commune estimés pour 2050 selon différents scénarios d'émission de gaz à effet de serre sont consultables sur un site dédié publié par Météo-France en novembre 2022.

## Urbanisme

### Typologie
Au 1er janvier 2024, Alvimare est catégorisée commune rurale à habitat dispersé, selon la nouvelle grille communale de densité à sept niveaux définie par l'Insee en 2022.
Elle est située hors unité urbaine et hors attraction des villes,.

### Occupation des sols
L'occupation des sols de la commune, telle qu'elle ressort de la base de données européenne d’occupation biophysique des sols Corine Land Cover (CLC), est marquée par l'importance des territoires agricoles (94,5 % en 2018), en diminution par rapport à 1990 (95,5 %). La répartition détaillée en 2018 est la suivante : 
terres arables (80,5 %), prairies (14 %), zones urbanisées (4,9 %), espaces verts artificialisés, non agricoles (0,7 %). L'évolution de l’occupation des sols de la commune et de ses infrastructures peut être observée sur les différentes représentations cartographiques du territoire : la carte de Cassini (XVIIIe siècle), la carte d'état-major (1820-1866) et les cartes ou photos aériennes de l'IGN pour la période actuelle (1950 à aujourd'hui).

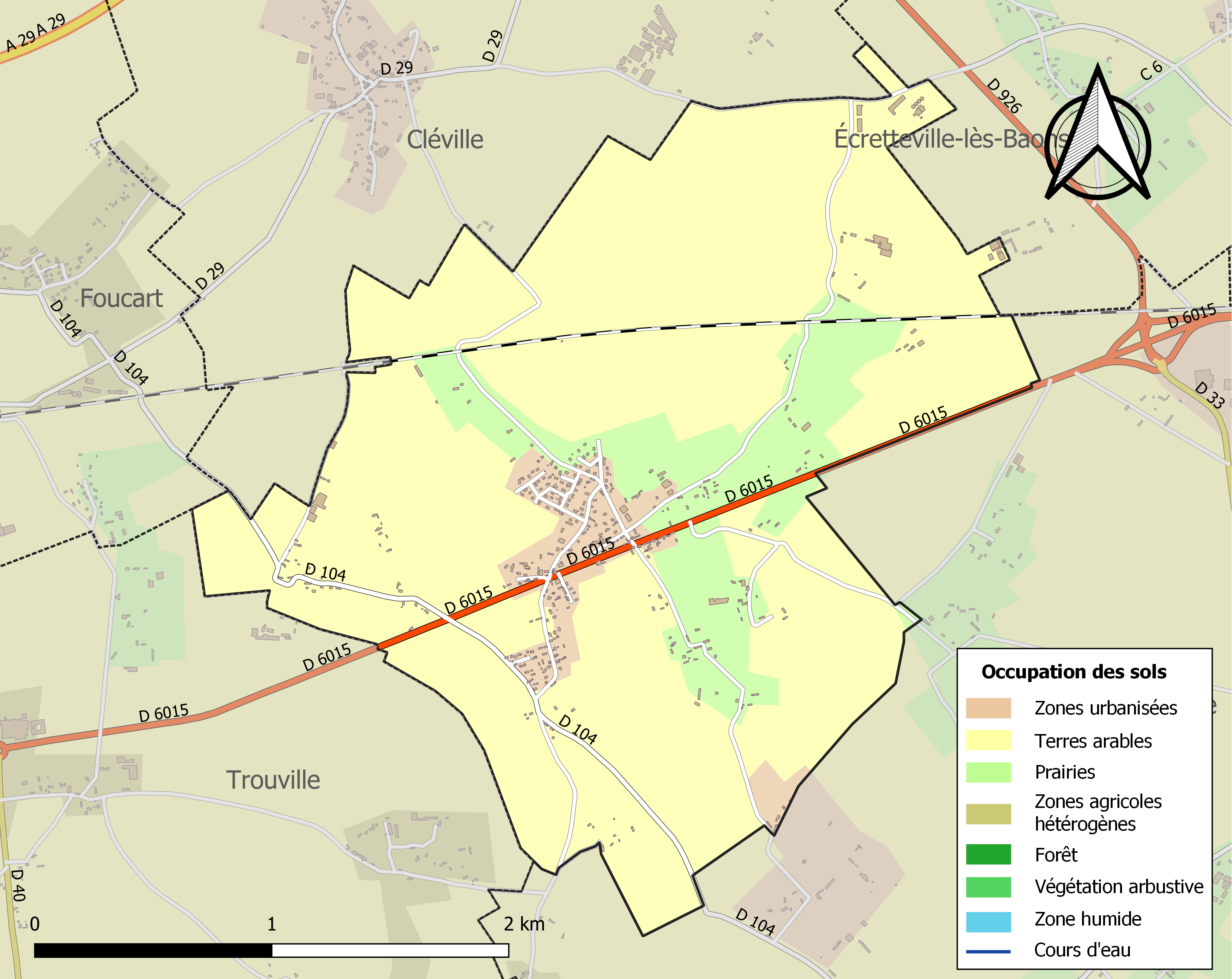
Carte des infrastructures et de l'occupation des sols de la commune en 2018 (CLC).

## Toponymie
Le nom de la localité est attesté sous les formes Ecclesia de Clivilla cum capella de Alvimare que ei subjacet (Rec. Henri II, II, 276) et alvimara entre 1156 et 1161, Halevimara vers 1240 (H. Fr. XXIII, 284), Rob. de Alevimare en 1242 (Archives départementales de la Seine-Maritime, 19 H), Alevimare en 1319, Allevimare en 1398, Allevymare en 1422 (Arch. S.-M., G 3267, 3268, 3269), Alevimare en 1337, Allevimare en 1431 (Longnon 25, 84), Ecc. Beate Marie de Alvimara en 1500 et 1501 (Arch. S.-M., G 9491), Ecc. Beate Marie de Alvimara en 1543 et 1544 (Arch. S.-M., G 9531), Allevymare en 1501 et 1502 (Arch. S.-M., G 87), Allevymare en 1505 et 1506 (Arch. S.-M., G 91), Alvymare en 1564 (Arch. S.-M., G 850), Alieumare en 1629 (Hondius), Alvimare en 1715 (Frémont), Allevimar en 1757 (carte de Cassini), Alvimare en 1953 (Nom.).

## Histoire
Alvimare était construite sur une voie romaine et défendue par une motte féodale. Son église, d'abord chapelle dépendant de Cléville, est donnée par Guillaume Bonne-Âme, archevêque de Rouen, avec le manoir de Cléville, à l'abbaye Saint-Étienne de Caen. Paroisse au XIIIe siècle, avec une église construite à l'époque, sur un tertre. Ce sont les seigneurs des Blangues (Blanques) qui sont seigneurs d'Alvimare. En 1329, Philippe VI roi de France, confirme le droit de patronage de l'abbé de Caen. L'épidémie de peste noire de 1348 se fait sentir à Alvimare. En 1586, ce sont les Poullain, qui sont seigneurs de Caumare, des Blangues et d'Alvimare. Le dernier seigneur fut Adrien de Rouen de Bermonville, baron d'Alvimare, émigré lors de la Révolution.

## Politique et administration
| Période                                  | Période                    | Identité         | Étiquette | Qualité                                                                                       |
| ---------------------------------------- | -------------------------- | ---------------- | --------- | --------------------------------------------------------------------------------------------- |
| Les données manquantes sont à compléter. |                            |                  |           |                                                                                               |
| 1902                                     |                            | M. Stalin        |           |                                                                                               |
| 1936                                     |                            | Guilbert         |           |                                                                                               |
| Les données manquantes sont à compléter. |                            |                  |           |                                                                                               |
| 1957                                     | 1967                       | Guillebert       |           |                                                                                               |
| mars 2001                                | En cours (au 10 août 2020) | Michel Lemercier | DVD       | Agriculteur Vice-président de la CC Cœur de Caux (2008 → 2016) Réélu pour le mandat 2020-2026 |

## Population et société

### Démographie

#### Évolution démographique
L'évolution du nombre d'habitants est connue à travers les recensements de la population effectués dans la commune depuis 1793. Pour les communes de moins de 10 000 habitants, une enquête de recensement portant sur toute la population est réalisée tous les cinq ans, les populations de référence des années intermédiaires étant quant à elles estimées par interpolation ou extrapolation. Pour la commune, le premier recensement exhaustif entrant dans le cadre du nouveau dispositif a été réalisé en 2007.

En 2022, la commune comptait 595 habitants, en évolution de −4,03 % par rapport à 2016 (Seine-Maritime : +0,35 %, France hors Mayotte : +2,11 %).
| 1793 | 1800 | 1806 | 1821 | 1831 | 1836 | 1841 | 1846 | 1851 |
| ---- | ---- | ---- | ---- | ---- | ---- | ---- | ---- | ---- |
| 585  | 630  | 600  | 743  | 842  | 866  | 758  | 736  | 749  |

| 1856 | 1861 | 1866 | 1872 | 1876 | 1881 | 1886 | 1891 | 1896 |
| ---- | ---- | ---- | ---- | ---- | ---- | ---- | ---- | ---- |
| 709  | 734  | 734  | 706  | 686  | 588  | 587  | 538  | 513  |

| 1901 | 1906 | 1911 | 1921 | 1926 | 1931 | 1936 | 1946 | 1954 |
| ---- | ---- | ---- | ---- | ---- | ---- | ---- | ---- | ---- |
| 496  | 480  | 451  | 372  | 383  | 395  | 406  | 376  | 392  |

| 1962 | 1968 | 1975 | 1982 | 1990 | 1999 | 2006 | 2007 | 2012 |
| ---- | ---- | ---- | ---- | ---- | ---- | ---- | ---- | ---- |
| 356  | 330  | 294  | 360  | 486  | 462  | 497  | 501  | 601  |

| 2017 | 2022 | - | - | - | - | - | - | - |
| ---- | ---- | - | - | - | - | - | - | - |
| 615  | 595  | - | - | - | - | - | - | - |

#### Pyramide des âges
En 2018, le taux de personnes d'un âge inférieur à 30 ans s'élève à 39,6 %, soit au-dessus de la moyenne départementale (36,5 %). À l'inverse, le taux de personnes d'âge supérieur à 60 ans est de 19,3 % la même année, alors qu'il est de 26,0 % au niveau départemental.
En 2018, la commune comptait 317 hommes pour 308 femmes, soit un taux de 50,72 % d'hommes, largement supérieur au taux départemental (48,10 %).
Les pyramides des âges de la commune et du département s'établissent comme suit.
| Hommes | Classe d’âge | Femmes |
| ------ | ------------ | ------ |
| 1,0    | 90 ou +      | 0,0    |
| 4,2    | 75-89 ans    | 4,4    |
| 14,0   | 60-74 ans    | 15,1   |
| 14,5   | 45-59 ans    | 16,6   |
| 26,2   | 30-44 ans    | 24,9   |
| 12,8   | 15-29 ans    | 16,8   |
| 27,3   | 0-14 ans     | 22,2   |

| Hommes | Classe d’âge | Femmes |
| ------ | ------------ | ------ |
| 0,7    | 90 ou +      | 1,8    |
| 6,7    | 75-89 ans    | 9,6    |
| 16,7   | 60-74 ans    | 18     |
| 19,4   | 45-59 ans    | 19     |
| 18,5   | 30-44 ans    | 17,5   |
| 19,2   | 15-29 ans    | 17,4   |
| 18,9   | 0-14 ans     | 16,7   |

## Commerce
À la suite de la destruction du garage automobile deux bâtiments permettant l'accueil de 4 entreprises ont vu le jour ainsi qu'un commerce. L'épicerie nommée la cabane des champs a vu le jour. Située sur le bord de la route nationale 6015 cette petite épicerie peu banale, composée essentiellement de distributeur automatique permet la vente de produits locaux. En effet ce sont les agriculteurs qui apportent leurs produits sur le lieu de la vente. C'est ensuite la dirigeante qui remplis les casiers le matin et le soir. L'épicerie est accessible 24h/24 et 7j/7.

## Vie associative et sportive

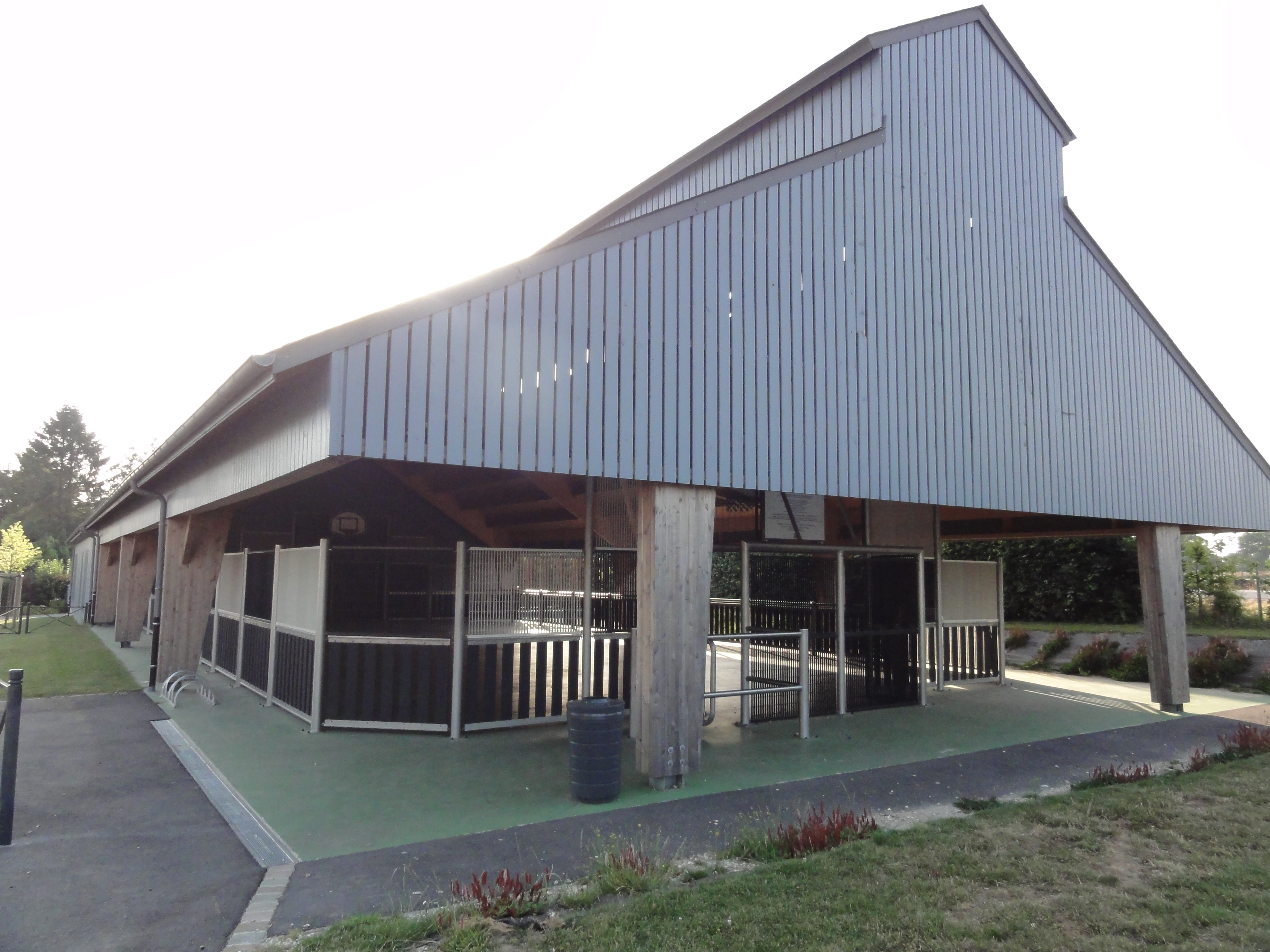
Espace multisports : halle et salle.

Alvimare possède plusieurs espaces sportifs notamment un city stade couvert, un stade de football ainsi qu'un terrain de pétanque.

Du côté de la vie associative six associations sont présentes dans le village.

## Culture locale et patrimoine

### Lieux et monuments
- Église Notre-Dame. Construite en 1860 par l'architecte Oscar Martin, en style néo-roman, avec une tour-clocher à la croisée du transept. Des erreurs de conception et de construction ont rendu l'église, fragile dès l'origine. Elle fut ensuite frappée par la foudre. On doit rendre hommage aux maires successifs et aux habitants, qui ont consenti de gros sacrifices pour sauver leur église en la consolidant, alors qu'il avait été proposé de la démolir. Une pierre obituaire en marbre noir, de 1645, a été conservée et scellée dans le mur Sud de la nef. On la doit à Hélène Poullain, des seigneurs d'Alvimare, à la mémoire de son père, de sa mère et de son époux François de la Ville, tué au siège de Montauban, en 1621. À gauche du maître-autel, pierre obituaire plus récente, à la mémoire de Jules Dufresne et de Mme Giffard, sa sœur, généreux souscripteurs lors de la construction de l'église. Vitraux de Notre-Dame de la Paix et de Jeanne d'Arc. Fonts baptismaux néo-romans, qui ont malheureusement remplacé ceux du XIIIe siècle, non conservés. L'église remplace une ancienne église du XIIIe siècle, dont le clocher et le transept avaient été refaits au XVIe siècle et le chœur en 1654. Située sur un tertre, entourée du cimetière, vétuste, elle était devenue éloignée du centre du village et fut démolie, mais le cimetière subsiste.

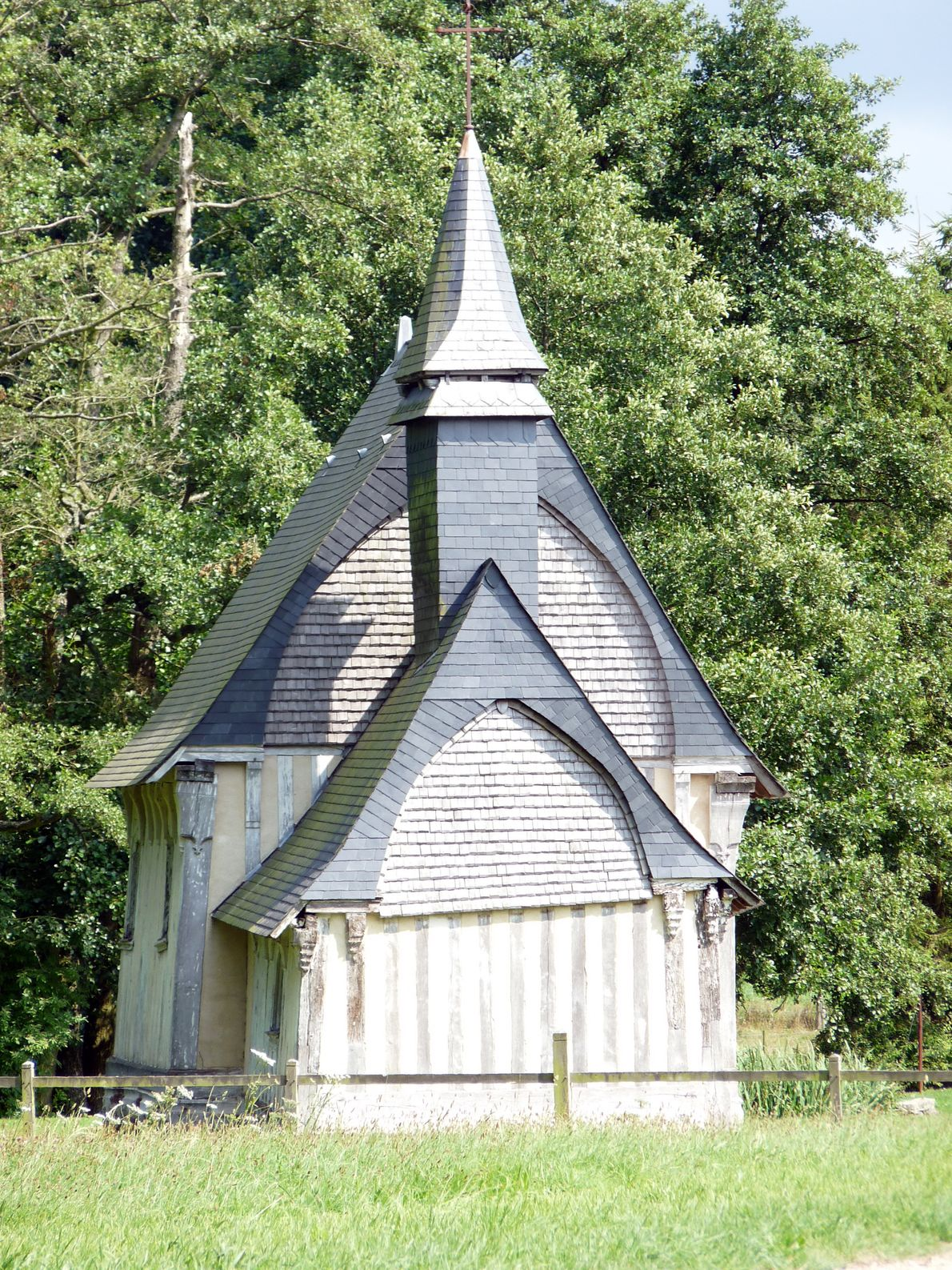
Chapelle des Blanques.

- Chapelle des Blanques[24]. La chapelle Sainte-Anne, à pans de bois, Monument Historique, est une propriété privée remarquablement entretenue. Fondée en 1518 par Marie de Mauny et restaurée par Hélène Poullain, qui ajouta le petit clocher à « tinterelle » (petite cloche), en 1642, elle contient une pierre obituaire de même époque, des vitraux de Boulanger et des restes de litre funéraire. Chaque année, depuis 500 ans, la messe y est célébrée pour la fête de la Sainte-Anne.
- Les croix de pierre, dites croix des Blanques[25]. Ces croix, près de la chapelle, dont la plus haute est classée Monument Historique, sont liées à la légende d'une demoiselle de Mauny, « d'une beauté ensorcelante », qui refusait de choisir entre deux seigneurs qui la courtisaient et qui se battirent dans un duel sans merci, au cours duquel ils perdirent tous les deux, la vie. La plus haute croix serait à la mémoire de celui qu'elle aimait en secret...
- Monument aux morts.

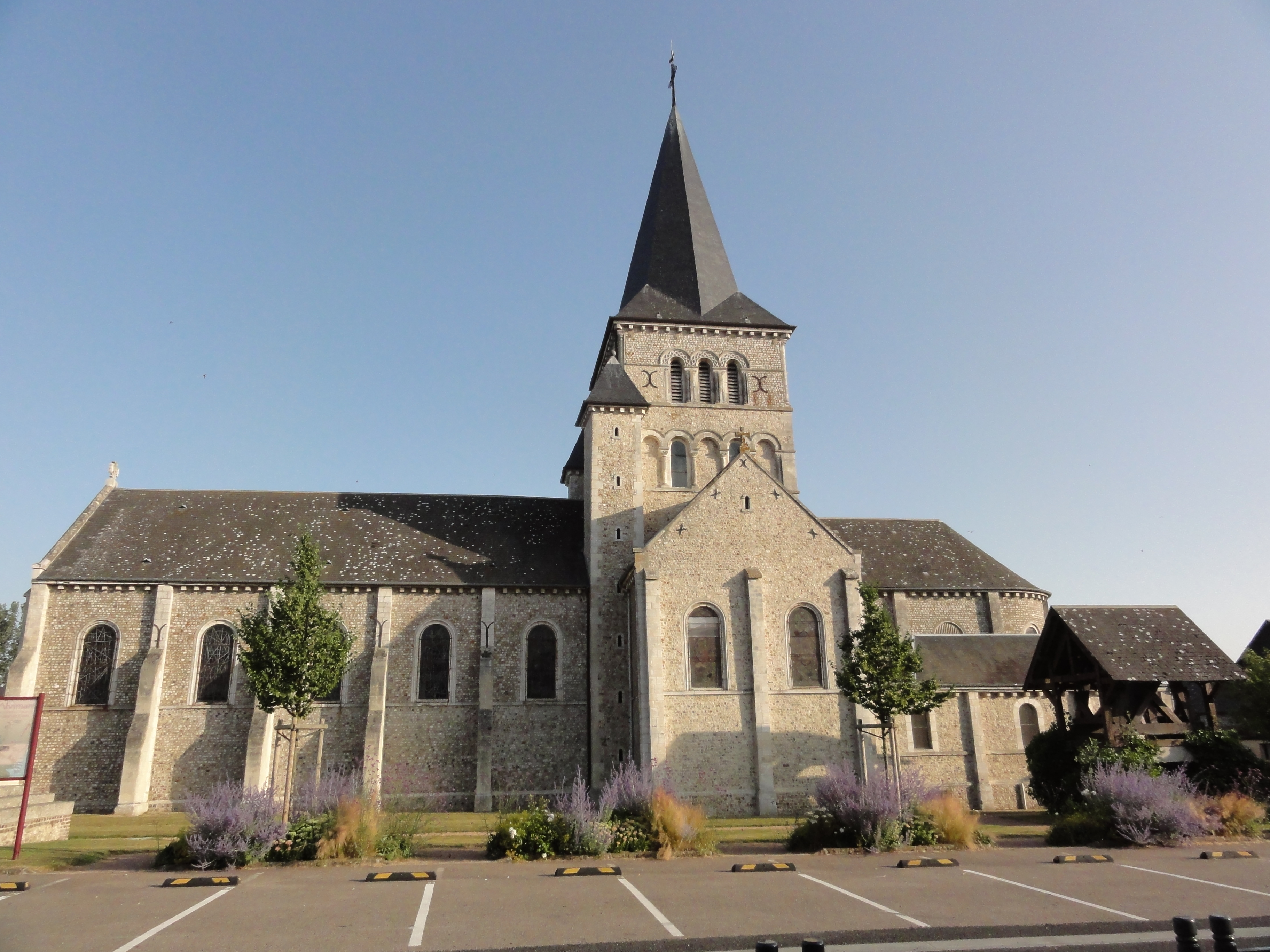
Église Notre-Dame.
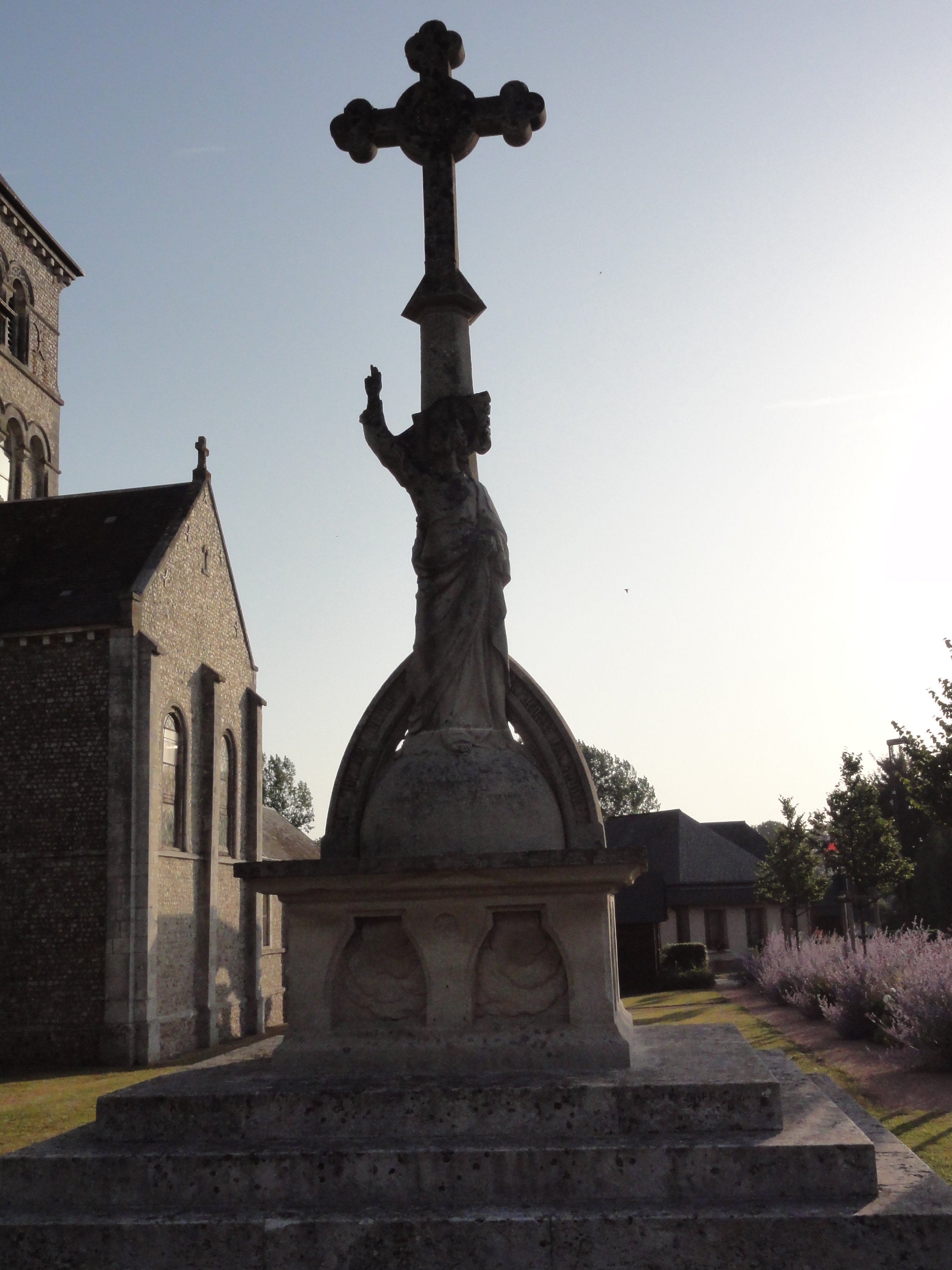
Croix de l'ancien cimetière.
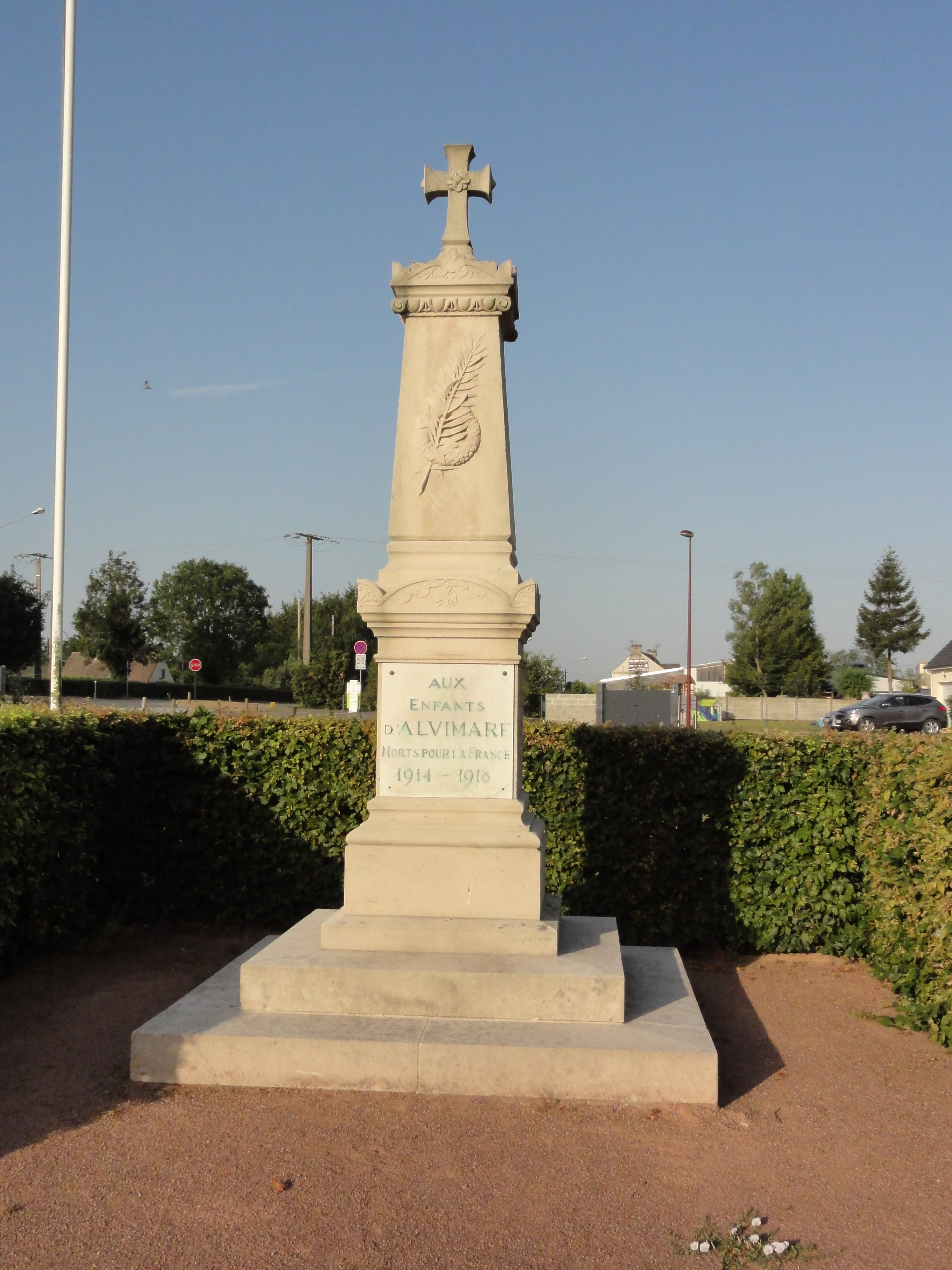
Monument aux morts.

### Cartes postales anciennes

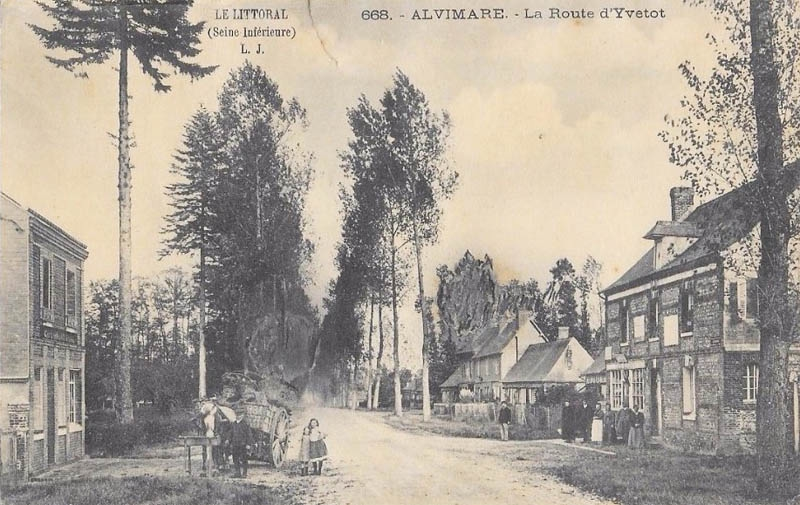
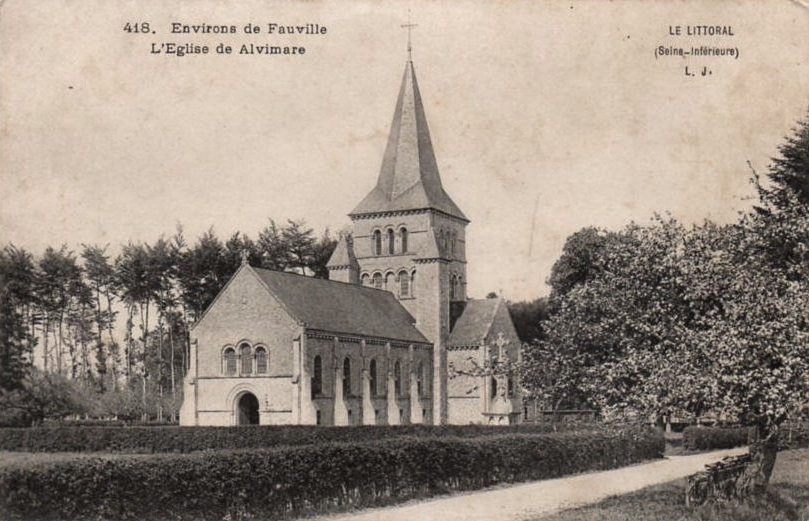
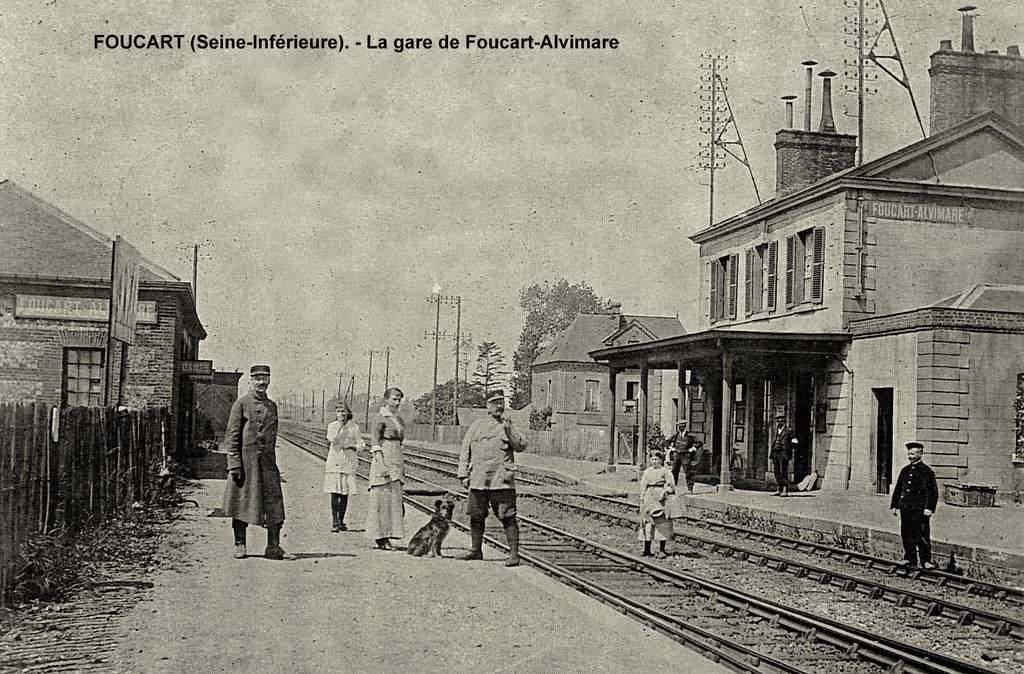

### Personnalités liées à la commune
- Alexandre Hébert (1921-2010), syndicaliste, né à Alvimare.
- Hardouin, ermite du VIIIe siècle, spécialiste du comput et de la calligraphie onciale, était né à Alvimare.
- Guillaume de Colles, greffier lors du procès de Jeanne d'Arc, à Rouen, avait été curé d'Alvimare (la Pucelle avait toute confiance en lui).